# Ty'Ron Hopper
Ty’Ron Hopper (Shelby, 26 aprile 2001) è un giocatore di football americano statunitense che milita nel ruolo di linebacker per i Green Bay Packers della National Football League (NFL).

## Carriera universitaria

### Florida
Nella sua prima stagione a Florida nel 2019, Hopper mise a segno 2 tackle. L’anno seguente fece registrare 13 tackle, di cui uno con perdita di yard, e 0,5 sack. Nell’ultima partita della stagione 2021, Hopper mise a segno 9 placcaggi e forzò un fumble, contribuendo alla vittoria su Florida State che rese i Gators eleggibili per i bowl di fine stagione. Chiuse l’annata con 62 tackle, di cui 8 con perdita di yard, 2,5 sack, 2 passaggi deviati e un fumble forzato. A fine anno optò per cambiare istituto.

### Missouri
Hopper nel 2022 si trasferì a Missouri. Iniziò la sua prima stagione con i Tigers con sei placcaggi, un sack e il primo intercetto in carriera nel primo turno nella vittoria su Louisiana Tech. Nella settimana 5, Hopper totalizzò 7 tackle e forzò un fumble nella sconfitta per 26–22 contro Georgia. Chiuse l’annata con 77 tackle, di cui 13,5 con perdita di yard, 2,5 sack, 4 passaggi deviate, un intercetto e un fumble forzato. Per le sue prestazioni fu inserito nella seconda formazione ideale della Southeastern Conference dall’Associated Press. Nel 2023 fu nuovamente inserito nella seconda formazione ideale della SEC.

## Carriera professionistica

### Green Bay Packers
Hopper fu scelto nel corso del terzo giro (91º assoluto) del Draft NFL 2024 dai Green Bay Packers. Debuttò come professionista subentrando nella gara del primo turno nella sconfitta contro i Philadelphia Eagles per 34-29 alla Corinthias Arena di San Paolo, in Brasile. La sua prima stagione si chiuse con 9 placcaggi disputando tutte le 17 partite, nessuna delle quali come titolare.